# Mythimna tiburtina
Mythimna tiburtina là một loài bướm đêm trong họ Noctuidae.